# Cai Lun (cràter)
Cai Lun és un cràter d'impacte situat a la cara oculta de la Lluna, prop del pol Nord del satèl·lit. Es troba entre els prominents cràters Haskin i Nansen. Per la seua posició, a penes es veu des de la Terra en períodes de libració favorable.
Malgrat ser un cràter severament desfigurat per successius impactes, encara se'n pot reconéixer la forma arredonida originària. El sòl interior està marcat amb molts cràters de grandària mitjana, entre els quals destaca un impacte a la vora sud que forma una protuberància.
Des d'agost de 2010 duu el nom de l'inventor xinés Cai Lun per decisió de la UAI.

## Referències

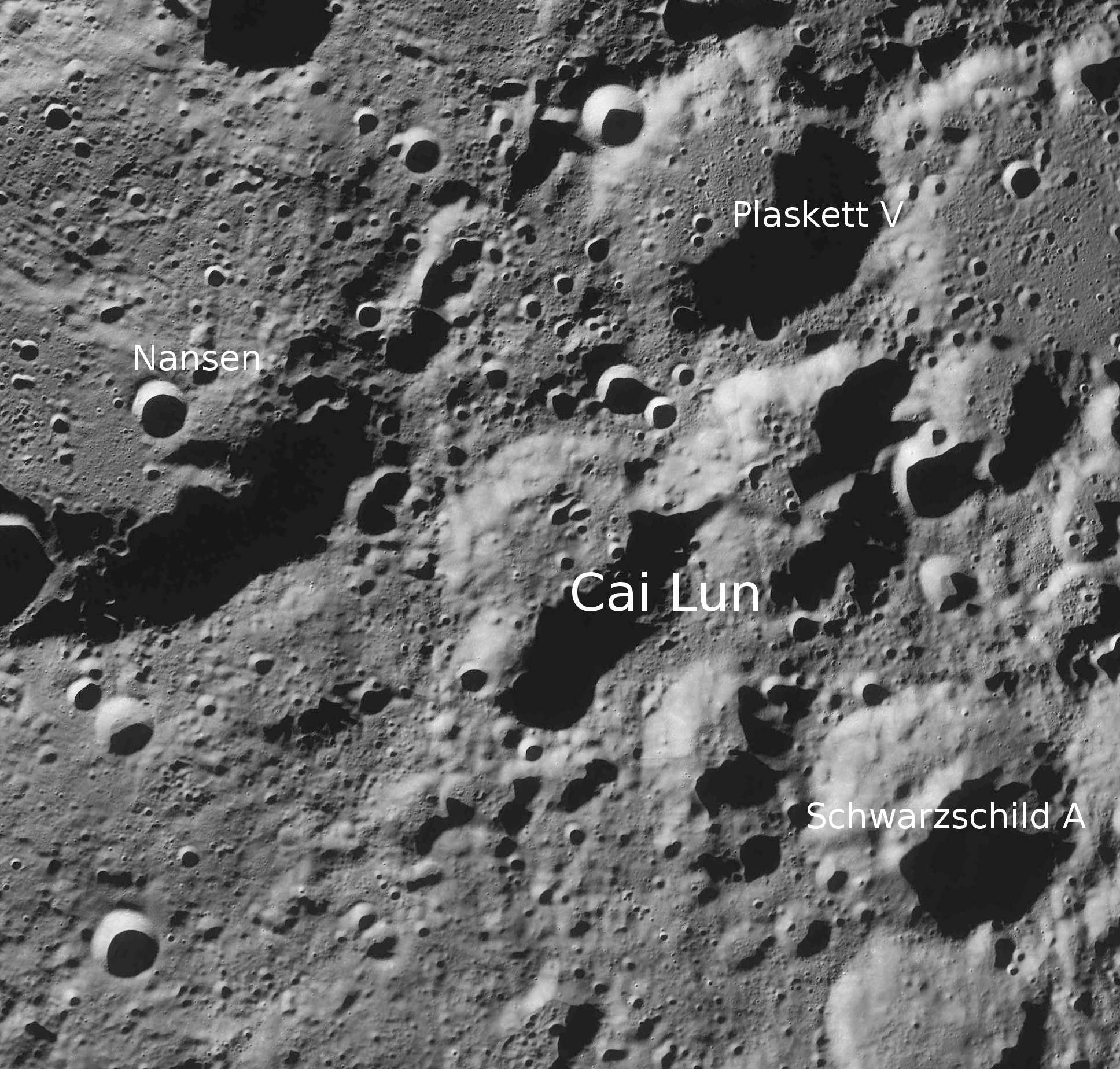
Entorn de Cai Lun (imatge LRO)